# Volsoc
Volsoc je bio američki electro/idm projekt. Sastojao se od dva člana: Justina Maxwella i Jean-Paul Bondya. Njihova autorska suradnja počela je nakon nekoliko zajedničkih nastupa u Južnoj Kaliforniji između 1999. i 2000. godine. Prvu su ploču, Compuphonic Intelligence, izdali za njemački World Electric. Ovo debi izdanje donijelo im je priznanje u svjetskoj electro i breakbeat zajednici a dvije naslovne stvari; "Compuphonic Intelligence" i minimalna "Shout out" postale su najpopularnije electro pjesme 2002. i 2003. godine. Compuphonic Intelligence se smatra prototipom modernog nu electro stila.
Volsoc se raspao 2007. godine povodom Bondyevog preseljenja u Berlin te Maxwellovim odlaskom u San Francisco.

## Diskografija

### Albumi
- 2002. Compuphonic Intelligence
- 2003. Noodles Institute Of Technology Vol. 1
- 2004. Compuphonic Mutations
- 2005. Here Come Volsoc
- 2007. Final Transmission From Deepest Space

### Kompilacije
- 2001. SCR.COMP.002
- 2002. Out Of Control - Advances In Electro Progression
- 2003. The Electroclash Mix
- 2004. Fabric 15 (Electro Radio Mix) - Tyrant
- 2004. The Dark Star
- 2005. Dave Clarke - World Service 2
- 2005. Future Sound of Breaks
- 2005. Infected Soundscape

## Vanjske poveznice
- Volsoc  Arhivirana inačica izvorne stranice od 3. srpnja 2009. (Wayback Machine)
- Spacebar Sentiments  Arhivirana inačica izvorne stranice od 27. kolovoza 2009. (Wayback Machine) - Jean-Paul Bondy online
- [neaktivna poveznica] - Justin Maxwell online